# Wilhelm Stolpe
Wilhelm Stolpe (ur. 21 lutego 1894, zm. 30 września 1987) – szwedzki narciarz i trener narciarski.

## Życiorys
Był synem pułkownika Wilhelma Stolpe (1832-1906).
W sezonie 1924/1925 został zatrudniony przez Polski Związek Narciarski celem szkolenia sportowców zrzeszonych w organizacji i tym samym został pierwszym w historii trenerem PZN. Do pracy w Polsce został polecony przez sekretarza Międzynarodowej Federacji Narciarskiej, Nordensona, jako „wybitny narciarz i dobry pedagog”. Ponownie zaangażowany przez PZN w sezonie 1925/1926 i w styczniu 1930.
W dniach 13-14 lutego 1926 zdobył narciarskie mistrzostwo Lwowa (19,239 pkt), wygrywając zarówno bieg narciarski na 18 km (czas 1:20,52), jak o konkurs skoków (16 m i 16,5 m). W tym samym sezonie i analogicznych zawodach zdobył wicemistrzostwo Zakopanego.
Zajął pierwsze miejsce w mistrzostwach Zakopanego na Wielkiej Krokwi (16-17 stycznia 1926). 	
20 lutego 1927 został sklasyfikowany na dziewiątym miejscu w Mistrzostwach Polski w Skokach Narciarskich.
Był żonaty z Ebbą Marią z domu Nystedt (1899-1989).